# Adam Paszewski
Adam Paszewski (ur. 24 grudnia 1903 w Warszawie, zm. 6 września 1991 w Lublinie) – polski botanik, palinolog.

## Życiorys
W roku 1922 ukończył Gimnazjum Klasyczne im. Karola Marcinkowskiego w Poznaniu. W 1925 ukończył studia na Uniwersytecie Poznańskim. W 1926 uzyskał stopień doktora filozofii w zakresie botaniki na podstawie rozprawy Analiza pyłkowa torfowisk Zachodniej Polski i mianowany został adiunktem. W 1933 przeszedł do pracy w Ogrodzie Botanicznym w Poznaniu. W tym okresie prowadził wykłady z botaniki, fizjologii roślin i ogólnej hodowli roślin w Państwowej Szkole Ogrodnictwa w Poznaniu. Po wybuchu II wojny został wysiedlony przez Niemców do Generalnej Guberni. Osiedlił się w Hrubieszowie, tam do roku 1942 pracował jako ogrodnik Wydziału Powiatowego. W 1945 zamieszkał w Lublinie, gdzie rozpoczął pracę w Katedrze Fizjologii Roślin Uniwersytetu Marii Curie-Słodowskiej. W czerwcu 1945 roku habilitował się z botaniki ogólnej na Wydziale Matematyczno-Przyrodniczym UMCS na podstawie pracy Uwagi o historii lasów na Pomorzu w świetle analizy pyłkowej. Dnia 24 lipca 1946 roku dekretem Prezydenta Krajowej Rady Narodowej został mianowany profesorem nadzwyczajnym. W listopadzie 1960 roku Rada Państwa mianowała go profesorem zwyczajnym. Równocześnie rozpoczął organizowanie lubelskiego oddziału Polskiego Towarzystwa Biologicznego, którego został prezesem (do 1980). W 1946 uzyskał tytuł profesora oraz został prodziekanem Wydziału Przyrodniczego, rok później objął stanowisko kierownika Katedry Fizjologii Roślin i zajmował je do 1973. Od 1957 przez dwa lata był rektorem UMCS. Należał do grupy naukowców, którzy w 1971 powołali Polskie Towarzystwo Biofizyczne, którego został pierwszym prezesem. W uznaniu zasług został wyróżniony Krzyżem Oficerskim Orderu Odrodzenia Polski, Złotą Odznaką Związku Nauczycielstwa Polskiego, dwukrotnie Złotą Odznaką UMCS. W 1975 został członkiem honorowym Polskiego Towarzystwa Biologicznego. 21 stycznia 1984 został uhonorowany tytułem doktora honoris causa Uniwersytetu Marii Curie Skłodowskiej. Pozostawił liczne prace dotyczące fizjologii roślin, palinologii oraz historii nauk biologicznych.

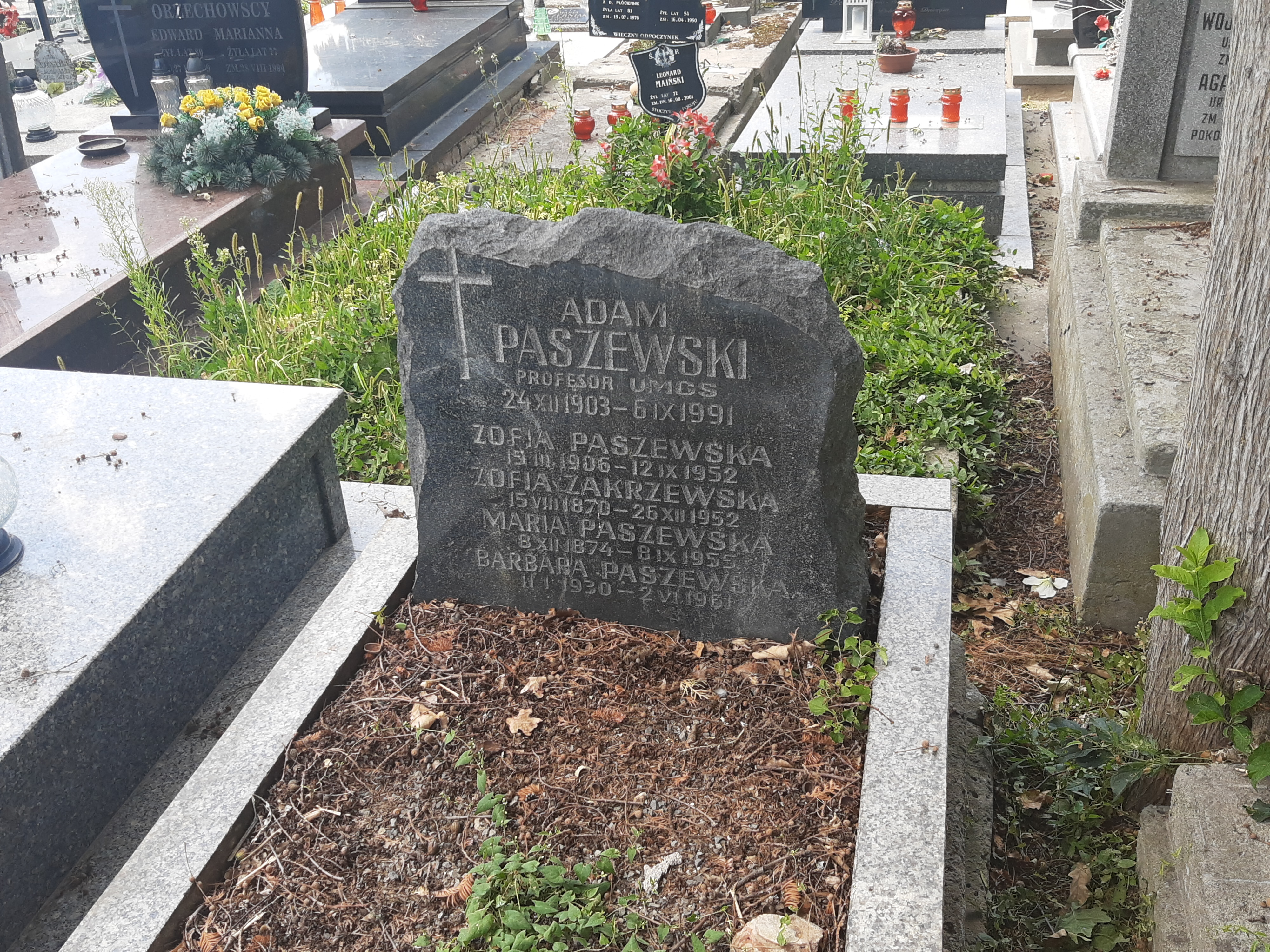
Grób prof. Adama Paszewskiego na cmentarzu przy ulicy Lipowej